# Festival neovisnih kazališta Republike Hrvatske – FEN
Festival neovisnih kazališta Republike Hrvatske – FEN koji se od 2012. do 2018. godine održavao u Opatiji, od same ideje pa do realizacije, od velikog je značaja za neovisnu kazališnu produkciju u zemlji. Kazališni izričaj koji je uglavnom bio ignoriran od strane “javnog novca” dobio je svoju šansu, novu pozornicu itekako obasjanu medijskim reflektorima. Iako skromnim budžetom s obzirom na svoj potencijal, festival je omogućio nezavisnim kazalištarcima da barem na tjedan dana, za boravka u Opatiji zaborave na egzistencijalne teškoće i posvete se u potpunosti razlogu svog postojanja.
Šarm malog kazališta uz prigodnu cijenu ulaznica približen je publici na nekoliko pozornica u gradu. Programski sadržaj festivala uključuje predstave za odrasle, predstave za djecu, kazališne radionice za djecu i odrasle, izložbe, okrugle stolove i predstavljanje stručne literature i novih kazališnih prostora. 
FEN povezuje likovno i dramsko stvaralaštvo i promiče lokalne umjetnike, ne samo popratnim programima, nego i „nagradama“ koje se poklanjaju predstavnicima kazališta i zaslužnim sudionicima festivala. Radi se o sušilima za kosu, koja svojim kolokvijalnim nazivom „fen“ asociraju na festival, a svake godine jedan od lokalnih umjetnika ove predmete svakodnevne uporabe transformira u unikatne „skulpture“, predstavljajući na taj način svoj rad široj publici. 
Festival Opatija, ustanova za organizaciju, promidžbu i posredovanje u oblasti kulture ovom manifestacijom želi ojačati hrvatsku nezavisnu kazališnu scenu, potaknuti kazališta na umrežavanje i razmjenu iskustava te im pružiti dodatna znanja u društvu stručnjaka iz područja kazališne i srodnih umjetnosti i disciplina, a opatijskoj publici ponuditi uživanje u kazališnom činu, posebno danas kada je sve veća opasnost od prevlasti drugih medija nad kazalištem.
Opatija je malo turističko mjesto na hrvatskoj obali Jadrana u Kvarnerskom zaljevu s oko 11 000 stanovnika. Zbog 170 godina duge tradicije, nazivaju je i kolijevkom hrvatskog turizma. Kako je jedna od osnovnih turističkih ponuda i kulturno-zabavni program, Opatija ima 80 godina dugu tradiciju festivala, najprije opere, pa operete, zabavne glazbe te u novije vrijeme mjuzikla i neovisnih kazališta. 
Popis do sada održanih festivala: 
- FEN 2012. (17.-22. travnja)[2]
- FEN 2013. (16.-21. travnja)[3]
- FEN 2014. (22.-27. travnja)[4]
- FEN 2015. (7.-12. travnja)[5]
- FEN 2016. (29. ožujka-03. travnja)[6]
- FEN 2017. (18.-23. travnja)[7][8]
- FEN 2018. (11.-14. listopada)[9][10]

## Vanjske poveznice
- Službena stranica FEN-a